# Diocesi di Óbidos
La diocesi di Óbidos (in latino: Dioecesis Obidensis) è una sede della Chiesa cattolica in Brasile suffraganea dell'arcidiocesi di Santarém. Nel 2021 contava 221.790 battezzati su 301.921 abitanti. È retta dal vescovo Bernardo Johannes Bahlmann, O.F.M.

## Territorio
La diocesi comprende 5 comuni nella parte nord-occidentale dello stato brasiliano di Pará: Óbidos, Alenquer, Faro, Juruti e Oriximiná.
Sede vescovile è la città di Óbidos, dove si trova la cattedrale di Sant'Anna.
Il territorio si estende una superficie di 182.147 km² ed è suddiviso in 11 parrocchie.

## Storia
La prelatura territoriale di Óbidos fu eretta il 10 aprile 1957 con la bolla Cum sit animorum di papa Pio XII, ricavandone il territorio dalla prelatura territoriale di Santarém (oggi arcidiocesi).
Il 9 novembre 2011 è stata elevata al rango di diocesi con la bolla Solet Sancta Sedes di papa Benedetto XVI.
Originariamente suffraganea dell'arcidiocesi di Belém do Pará, il 6 novembre 2019 è entrata a far parte della provincia ecclesiastica di Santarém.

## Cronotassi dei vescovi
Si omettono i periodi di sede vacante non superiori ai 2 anni o non storicamente accertati.
- João Floriano Loewenau, O.F.M. † (12 settembre 1957 - 1972 dimesso)
- Constantino José Lüers, O.F.M. † (13 aprile 1973 - 24 marzo 1976 nominato vescovo di Penedo)
- Martinho Lammers, O.F.M. (19 luglio 1976 - 28 gennaio 2009 ritirato)
- Bernardo Johannes Bahlmann, O.F.M., dal 28 gennaio 2009

## Statistiche
La diocesi nel 2022 su una popolazione di 301.921 persone contava 221.790 battezzati, corrispondenti all'73,5% del totale.
| anno | popolazione | popolazione | popolazione | presbiteri | presbiteri | presbiteri | presbiteri                | diaconi | religiosi | religiosi | parrocchie |
| anno | battezzati  | totale      | %           | numero     | secolari   | regolari   | battezzati per presbitero | diaconi | uomini    | donne     | parrocchie |
| ---- | ----------- | ----------- | ----------- | ---------- | ---------- | ---------- | ------------------------- | ------- | --------- | --------- | ---------- |
| 1958 | 72.000      | 80.000      | 90,0        | 10         |            | 10         | 7.200                     |         | 10        | 15        | 5          |
| 1970 | 120.498     | 122.593     | 98,3        | 20         | 4          | 16         | 6.024                     |         | 19        | 31        | 5          |
| 1976 | 115.000     | 125.000     | 92,0        | 14         | 2          | 12         | 8.214                     | 2       | 16        | 16        | 5          |
| 1980 | 129.000     | 141.000     | 91,5        | 12         | 1          | 11         | 10.750                    |         | 17        |           | 5          |
| 1987 | 170.000     | 187.000     | 90,9        | 19         | 3          | 16         | 8.947                     |         | 22        | 18        | 6          |
| 1999 | 170.359     | 186.706     | 91,2        | 18         | 5          | 13         | 9.464                     |         | 20        | 80        | 7          |
| 2000 | 169.489     | 186.706     | 90,8        | 20         | 7          | 13         | 8.474                     |         | 20        | 11        | 7          |
| 2001 | 197.719     | 201.547     | 98,1        | 20         | 7          | 13         | 9.885                     |         | 20        | 13        | 7          |
| 2002 | 197.129     | 201.547     | 97,8        | 20         | 7          | 13         | 9.856                     |         | 17        | 16        | 7          |
| 2003 | 197.060     | 201.063     | 98,0        | 21         | 8          | 13         | 9.383                     |         | 19        | 15        | 8          |
| 2004 | 167.379     | 201.063     | 83,2        | 21         | 8          | 13         | 7.970                     |         | 17        | 15        | 7          |
| 2013 | 179.000     | 219.000     | 81,7        | 22         | 11         | 11         | 8.136                     |         | 14        | 21        | 7          |
| 2016 | 183.000     | 224.700     | 81,4        | 28         | 14         | 14         | 6.535                     |         | 21        | 33        | 9          |
| 2019 | 188.832     | 231.860     | 81,4        | 27         | 8          | 19         | 6.993                     |         | 24        | 34        | 11         |
| 2020 | 210.000     | 285.921     | 73,4        | 24         | 8          | 16         | 8.750                     |         | 22        | 39        | 13         |
| 2021 | 221.790     | 301.921     | 73,5        | 22         | 7          | 15         | 10.081                    | 2       | 21        | 39        | 11         |